# Смедсторпская кирха
Смедсторпская кирха (швед. Smedstorps kyrka) — лютеранский храм в Смедсторпе, в коммуне Тумелилла в лене Сконе. Является храмом церковного прихода Смедсторп епархии Лунда Шведской Церкви. Храм построен в 1867—1868 годах по проекту архитектора Юхана Фредерика Обома.
О средневековой церкви в романском стиле в Смедсторпе почти ничего не известно. В 1858 году посетивший приход епископ Юхан Хенрик Томандер нашёл её в удручающем состоянии и посоветовал прихожанам построить новый храм. Проект храма в неороманском стиле, с большим внутренним пространством и крестовыми сводами, был подготовлен в 1866 году архитектором Юханом Фредериком Обомом. Старую церковь снесли и на её месте начали возведение новой с необычно длинным нефом, колокольней и полукруглой апсидой. От прежнего храма частично сохранились стены. Строительные работы длились с 1867 по 1868 год и обошлись приходу в 17 900 риксдалеров. Здание построили из серого камня, который затем покрыли штукатуркой. Церковь неоднократно ремонтировали; в последний раз в 1999—2003 годах.
Все старые предметы в интерьерах храма были перенесены в него из снесённой церкви. Алтарь 1596 года, атрибутируемый мастерской Даниэля Томмисена в Мальмё, является даром Анны Галт, вдовы адмирала Андреса Бинга. Алтарный образ более позднего времени представляет собой картину маслом на дереве, на которой изображено Распятие. В верхней части алтаря находится изображение Воскресения, увенчанное Агнцем с крестом на знамени. Средневековая купель для крещения из песчаника приписывается Блентарпской группе. Кафедра 1597 года с изображениями четырёх евангелистов с их символами, предположительно, изготовлена в мастерской Даниэля Томмисена и подарена приходу всё той же Анной Галт.
В церкви находится могильный памятник датскому адмиралу и советнику Андерсу Кьельдсену Бингу и его жене Анне Галт — владельцам местного замка. Оформление памятника необычно для Скании. Он изготовлен из чёрного известняка, песчаника, мрамора и алебастра в стиле итальянского ренессанса. Памятник создан около 1595 года в Кронборгском замке в Дании по заказу вдовы адмирала. Его автором является мастер Ганс ван Стенвинкель — архитектор датского короля Фредерика II. На постаменте гробницы помещена эпитафия на латинском языке — подарок английского короля Якова I. На надгробии изображены обращёнными друг к другу скульптуры из белого мрамора — коленопреклонённые рыцарь и дама. Всю гробницу покрывают алебастровые рельефы в известняковых рамах, на одном из которых изображено Воскресение. На крышке гробницы помещены малые скульптуры Веры, Надежды и Любви. Первоначально гробница находилась в капелле на северной стороне старой церкви. Под полом часовни располагалась усыпальница с останками Андерса Бинга, Анны Галт и их приёмной дочери Вивеки Тотт; позднее к ним добавили захоронения Питера Монтана и Элиаса и Энока Веттеркронов. У гробницы Бинга были прочные ручки и серебряная фурнитура, которые были украдены ещё до того, как алтарь был покрыт толстым слоем гравия во время строительства новой церкви.
В 1923 году в храме установили орган производства Фабрики по производству органов А. Мортенссона. Современный механический орган появился здесь в 1967 году. Раньше инструмент находился в кирхе в Сёльвесборге. Орган был построен в 1964 году мастером Эйнаром Стрёвиком из Сёльвесборга.